# Каплановка
Каплановка — кутан колхоза им. У. Буйнакского Ботлихского района, расположенный на территории Бабаюртовского района Дагестана. 

## География
Кутан расположен в 14 км северо-западнее села Бабаюрт на канале Кисек.

## История
Поселение было основано в 1900 году на землях, принадлежавших кумыкским князьям Каплановым — одним из крупнейших вотчинных землевладельцев Терской области Российской империи. 
Основателями поселения стали немцы-лютеране, переселенцы из Варшавской, Таврической, Екатеринославской и Херсонской губерний, арендовавшие земли для ведения сельского хозяйства. Поселение получило немецкое название Эбенфельд.
Количество домов составляло 32 двора. Жители были наделены землёй в количестве 925 десятин. К 1914 году в селе уже проживало 230 человек. Население села занималось главным образом зерноводством (выращивали пшеницу и сою), а также коневодством.
7 августа 1915 года колония Эбенфельд переименована в хутор Каплановский. Предположительно, переименование было связано с событиями Первой мировой войны и последовавшей заменой германских топонимов на территории Российской империи.
Колония была покинута в годы Гражданской войны в России. На Военно-топографической пятиверстной карте Кавказского края 1926 года на месте колонии обозначены развалины. 
По сведениям 1939 года в составе Кутанаульского сельсовета отмечен кутан Каплановка, в котором проживало 6 мужчин. В 1958 году земли бывшей колонии в составе участка госфонда «Притеречный» были переданы под зимние пастбища колхозов Ботлихского района.

## Население
При образование в колонии проживали немцы, исповедовавшие лютеранство.
| Год     | 1905 | 1914 | 1939 |
| ------- | ---- | ---- | ---- |
| человек | 100  | 230  | 6    |